# Constel·lació d'Eridà
Eridà (Eridanus) és la sisena constel·lació més gran de les 88 constel·lacions modernes, i una de les 48 constel·lacions Ptolemaiques. Situada a l'hemisferi sud, al seu entorn n'hi ha Orió, Taure i l'Hidra. És la sisena constel·lació del cel per la seva tossa (1.138 graus quadrats), amb 300 estels – dels quals 3 són de magnitud inferior a 3 – que se situen fent una línia sinuosa, com un riu.

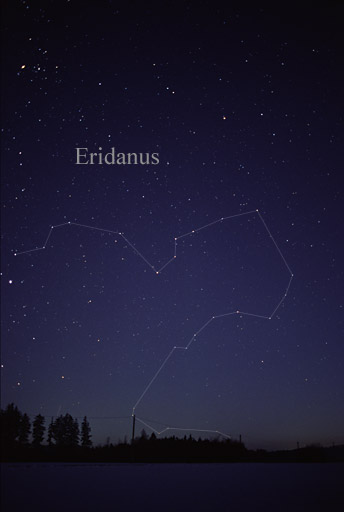
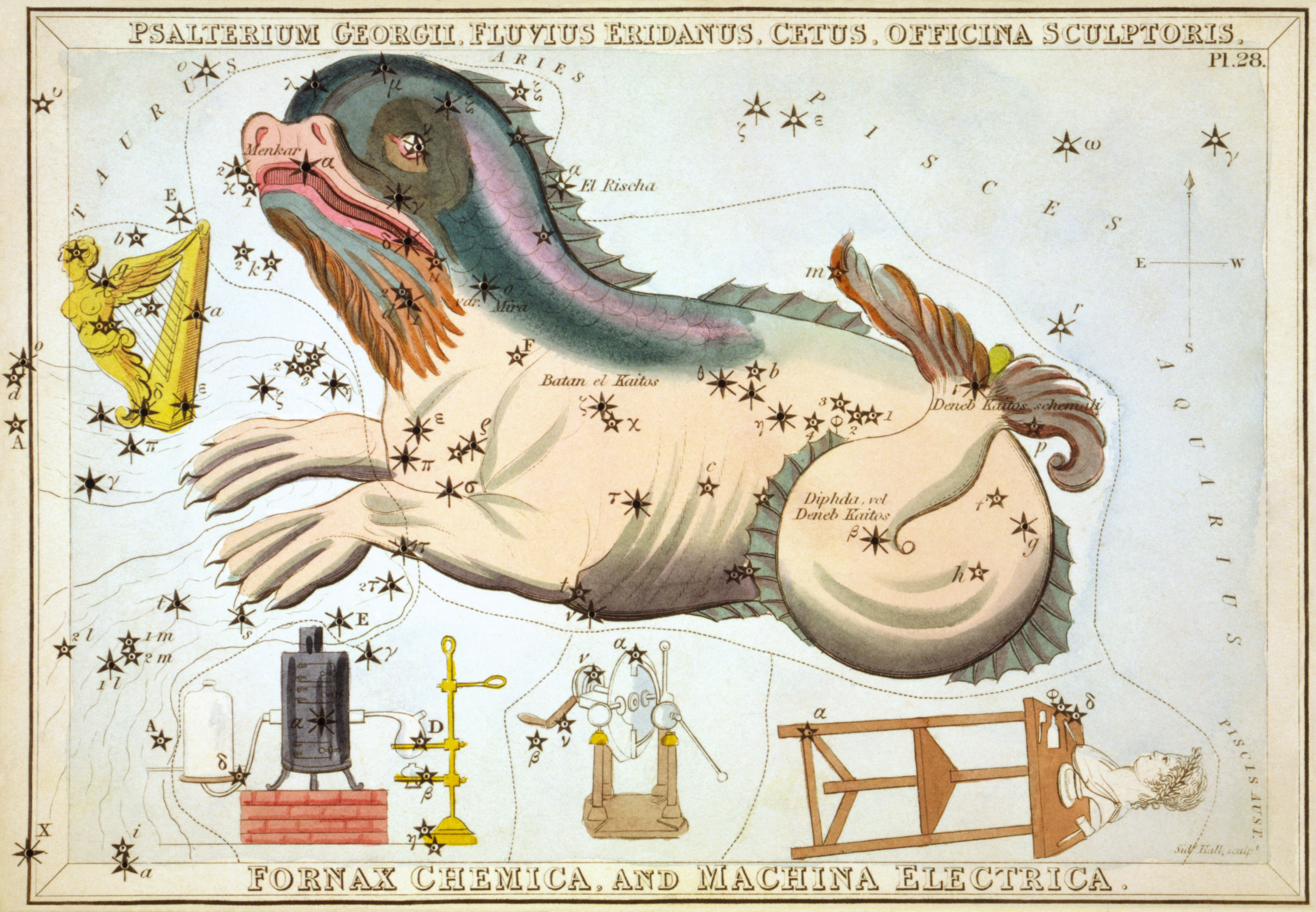

## Història
Eridà és una de les 48 constel·lacions de l'antiguitat astronòmica, que van ser descrites per Claudi Ptolemeu. Era coneguda tan sols com el Riu (Pótamos).
En la mitologia grega, l'Erídan era un riu que brollava de les aigües d'Aquari. Una llegenda ho associa amb Faetó, el fill del déu del sol Hèlios. Quan un dia Faetó es va fer càrrec del carro solar del seu pare, es va produir un desastre. El carro, tirat per cavalls i que transportava el Sol, es va descontrolar. Es va acostar massa a la Terra, va abrasar el nord d'Àfrica i es va enfosquir la pell dels habitants. L'enfurismat Zeus va matar Faetó amb un llamp. Al principi, la constel·lació d'Eridà representava el camí recorregut pel carro celeste durant aquest viatge. Més tard, va ser vist com el riu en què el cadàver de Faetó va caure.
Originalment, la constel·lació acabava en l'estrella Acamar (θ Eridani), el nom deriva de l'àrab antic i significa "el final del riu". Això és perquè fa 2.500 anys, Eridà estava a 10 graus més al sud que en l'actualitat a causa de la predecessió. Acamar apareixia just sobre l'horitzó de Creta. El nom de l'estrella més meridional de l'actualitat, Achernar, també significa "el final del riu", per la qual cosa probablement ja estava estesa pels viatgers procedents de l'Àsia Menor a la fi de l'Antiguitat. Achernar estava a -71° de declinació en aquella època i ni tan sols podia observar-se Egipte. Pieter Dirkszoon Keyser, que havia definit dotze constel·lacions "noves" durant el seu viatge austral de 1595/96, en què va morir, i que el seu comandant va portar amb si, la va rebatejar Nil ("Het Zuyder eynde van den Nyli"), presumiblement com un dels quatre rius del paradís, en la tradició d'Eratòstenes, que havia interpretat l'Eridà com el riu egipci (encara que Hesíode ja tractava a tots dos per separat). Com a tal, es troba també a Plancius i als mapes celestes impresos per Jodocus Hondius, i el 1602/03 també a Willem Janszoon Blaeu. Johann Bayer, no obstant això, la registra com a Eridanus en la tradició ptolemaica, i el nom alternatiu mai no es va imposar.

## Característiques destacables

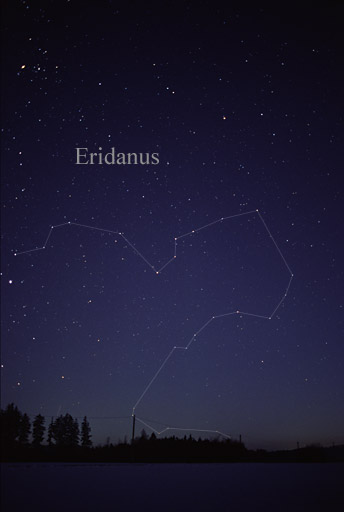
Constel·lació d'Erídan

A l'extrem austral d'Eridà es localitza l'estel de primera magnitud Achernar (α Eridani). A causa de la seva elevada velocitat de rotació (igual o superior a 250 km/s) és l'estel menys esfèric que es coneix; les observacions indiquen que el seu radi és gairebé un 50% més llarg a l'equador terrestre que als pols.
La segona estrella quant a brillantor és Cursa (β Eridani), una subgegant blanca de tipus espectral A4IV.
Zaurak, nom oficial de γ Eridani, és una gegant vermella de tipus M0III la temperatura superficial del qual és de 3.811 K.
Molt semblant, encara més freda —el seu tipus espectral és M3III— és τ4 Eridani. Els respectius diàmetres d'aquestes gegants són 60 i 90 vegades més grans que el diàmetre solar.

Imatge directa del planeta de 51 Eridani obtinguda amb la Càmera de Planetes Gemini

ε Eridani és una nana taronja distant a 10,5 anys llum amb, almenys, un planeta extrasolar.
On sí que hi ha tres planetes confirmats és al voltant de la nana groga de tipus G8V 82 Eridani; tots tres són «superterres» calents que orbiten respectivament a 0,12, 0,20 i 0,35 ua de l'estrella.
Així mateix, entorn de 51 Eridani —estrella de tipus F0V— s'ha descobert un «júpiter calent» l'atmosfera del qual conté metà i aigua.
Entre les variables de la constel·lació es troba V Eridani, variable semirregular la brillantor del qual fluctua entre magnitud 8,8 i 10,4. És una estrella de la branca asimptòtica gegant de tipus M7+II a les etapes finals de la seva evolució estel·lar. També variable semiregular és Z Eridani, gegant vermella de tipus M5III la brillantor del qual oscil·la entre magnitud 7,0 i 8,6. Totes dues són estrelles extremadament fredes.
De molt diversa índole és EF Eridani, doncs és una variable cataclísmica de tipus AM Herculis composta per una nana blanca massiva i un objecte subestelar. Es pensa que fa 500 milions d'anys, la nana blanca va començar a canibalitzar la seva companya estel·lar, i llavors la separació entre les dues de 7 milions de km. A mesura que aquesta última va perdre massa, va començar a girar en espiral cap a dins, per la qual cosa l'actual separació s'ha reduït a 700.000 km.
En aquesta constel·lació es troba la nebulosa planetària NGC 1535. La seva estrella central té una massa equivalent al 59% de la massa solar i una temperatura de 66.000 K.
El Cúmul d'Eridà és un cúmul galàctic a uns 75 milions d'anys llum de distància que conté unes 200 galàxies.
El seu membre més brillant és NGC 1232, una galàxia espiral intermèdia descoberta per l'astrònom William Herschel el 20 d'octubre de 1784.
Una altra galàxia del cúmul és NGC 1300, galàxia espiral barrada amb un diàmetre aproximat de 110.000 años luz, comparable al de la Via Làctia.

## Estels principals

### α Eridani
α Eridani, de la magnitud aparent 0,46, és el novè estel més brillant del cel.
Tanca l'extremitat sud de la constel·lació. En conseqüència no és visible més enllà de 30° de latitud nord i no es veu més que a partir del tròpic.
Es troba a una distància de 144 anys llum, alfa és un estel molt calent amb una temperatura de superfície a prop de 20.000 K, unes 7 vegades més alta que la del Sol.
D'acord amb les observacions del Very Large Telescope (VLT), sembla que a causa del fet de la rotació molt ràpida (volta a 225 km/s a l'equador), aquest estel és un el·lipsoide en el qual el diàmetre equatorial és el doble del diàmetre polar.

### θ Eridani
θ Eridani marcava, al principi, el final de la constel·lació. Aquest estel és doble: θ ¹ és un gegant blau, θ ² és un nan blau.

### Altres estels
Un estel ben conegut d'Eridanus és Èpsilon Eridani, que ha estat popular en la ciència-ficció per ser un sistema quasi-solar relativament apropat. Ara és conegut per tenir almenys un planeta (vegeu planeta extrasolar), que es creu ser un gegant gasós, com Júpiter.
51 Eridani b és un planeta "similar a Júpiter" que orbita al voltant del jove estel 51 Eridani.
γ Eridani és un gegant vermell amb una brillantor 300 vegades més forta que el Sol (magnitud absoluta: -1,19). La seva distància de 220 anys llum li dona una magnitud aparent 2,97.

## Objectes de cel profund
La constel·lació d'Eridà comprèn la nebulosa planetària NGC 1535, distant 2.200 anys llum i de la magnitud aparent 9,60 i la galàxia espiral barrada NGC 1300, del tipus Sbc, vista de 3/4 i de la magnitud 10,8.

## Mitologia
Eridanus està associat amb dos mites grecs. Eridanus era considerat un riu que fluïa de les aigües d'Aquarius. Més sovint s'associava al mite de Faetó, fill d'Hèlios, que va agafar la carrossa del cel del seu pare, però que no tingué força per controlar-la i, per tant, virà en diferents direccions. El resultat fou que a vegades la carrossa baixava gairebé a terra, cremant el desert i cremant la pell de la gent (un mite que es considerava que explicava la pell fosca dels etíops) i d'altres s'enlairava tant cap al cel que refredava la terra i la congelava (donant origen als pols). Zeus colpejà de mort a Faetó amb un llamp. La constel·lació era considerada, originalment, el camí que havia seguit Faetó, més tard fou considerat el riu de l'inframon.
També, en la mitologia grega, el catasterisme del Riu té el seu principi al peu esquerre d'Orió. Segons Arat es diu Erídan, encara que no en dóna cap prova. Altres diuen, de la manera més justa, que és el Nil, ja que aquest és l'únic que neix en el migdia. D'un extrem a l'altre l'adornen molts astres. A sota es troba l'estrella denominada Canopus, que es troba prop de les pales de l'Argo; no hi ha astre que es vegi en posició més baixa que aquest, per la qual cosa també se l'anomena Perigeu. Al primer meandre, al cap, té tres estrelles; al segon, tres; des del tercer, fins a arribar al final, set, les quals diuen que són les boques del Nil: en total, tretze.
Alguns l'anomenen Nil, encara que molts altres també Oceà. Els que advoquen pel Nil assenyalen de la gran longitud i utilitat d'aquest riu, i sobretot perquè sota el signe hi ha una certa estrella que brilla més riu, i especialment perquè sota el signe hi ha una estrella que brilla més que les altres, anomenada Canopus. Canopus és una illa banyada pel riu Nil.
Els egipcis identificaven la constel·lació amb el Nil; els babilonis, amb l'Eufrates.